# Giovanni Brezzi
Giovanni Brezzi (Casale Monferrato, 12 marzo 1901 – Vimercate, 1960) è stato un calciatore e allenatore di calcio italiano.

## Carriera
Il Bari Football Club lo acquista dai Vigevanesi (formazione di Terza Divisione lombarda) nell'estate del 1927 e con la squadra biancoblu ottiene nella stagione 1927-1928 di Prima Divisione, la promozione in Divisione Nazionale.
Nel mercato estivo del 1928 viene venduto dall'U.S. Bari (società nata dalla fusione di Bari F.C. e U.S. Ideale) al Lecce, con cui disputa due campionati di seconda serie. Successivamente milita nel Legnano, in Serie A. Ha esordito in serie A il 30 novembre 1930 in Milan-Legnano 2-0. Ha poi giocato col Seregno e con l'Imperia fino al 1934.
Ha allenato il Lecce per un breve periodo nel 1946-1947 e nella stagione 1950-1951, il Varese nella stagione 1948/49 e il Pavia nel vittorioso campionato di Serie C 1952-1953.

## Palmarès

### Allenatore

#### Competizioni nazionali
- Campionato italiano Serie C: 1

Pavia: 1952-1953